# Джунглівниця сіровола
Джунглівниця сіровола (Cyornis umbratilis) — вид горобцеподібних птахів родини мухоловкових (Muscicapidae). Мешкає в Південно-Східній Азії.

## Таксономія
Сіроволу джунглівницю раніше відносили до роду Джунглівниця (Rhinomyias), однак дослідження 2010 року показало, що рід є поліфілітичним. За результатами дослідження низку видів, зокрема сіроволу джунглівницю було переведено до роду Гірська нільтава (Cyornis).

## Поширення і екологія
Сіроволі джунглівниці мешкають на півдні Малайського півострова, на Суматрі, Калімантані і сусідніх островах. Вони живуть в рівнинних тропічних і заболочених лісах, в заростях Melanorrhoea та на каучукових плантаціях на висоті до 1160 м над рівнем моря.

## Збереження
МСОП вважає стан збереження цього виду близьким до загрозливого. Сіроволим джунглівницям загрожує знищення природного середовища.